# Lac Arnoux
Pour les articles homonymes, voir Arnoux.
Le lac Arnoux est un plan d'eau douce dans le territoire de la ville de Rouyn-Noranda, dans la région administrative de Abitibi-Témiscamingue, dans la province de Québec, au Canada.
Le lac Arnoux est entièrement situé en zones forestières. La foresterie constitue la principale activité économique du secteur ; les activités récréotouristiques arrivent en second notamment la villégiature dans la partie Ouest et Nord du lac. La partie Nord de sous-bassin versant est desservi par le chemin du Lac-Arnoux et le chemin des Sorbiers.
Annuellement, la surface du lac est généralement gelée de la mi-novembre à la fin avril, néanmoins, la période de circulation sécuritaire sur la glace est habituellement de la mi-décembre à la mi-avril.

## Géographie
Les principaux bassins versants voisins du lac Arnoux sont :
- côté Nord : ruisseau du Chasseur, ruisseau Larochelle, rivière Kanasuta, lac Duparquet, lac Abitibi ;
- côté Est : lac Dufault, lac Osisko, lac Pelletier, rivière Beauchastel, rivière Arnoux ;
- côté Sud : lac Opasatica, rivière Granville, ruisseau Cossett, rivière Solitaire ;
- côté Ouest : lac Dassarat, rivière Dasserat, lac Labyrinth.

Le lac Arnoux s'approvisionne du côté Est par la rivière Arnoux et du côté Nord par le ruisseau Larochelle qui s'avère la décharge des lacs Montbray et Larochelle.
L’embouchure du lac Arnoux est situé à :
- 11,6 km à l’Est de la frontière de l’Ontario ;
- 8,2 km au Sud-Est de l’embouchure du lac Dasserat ;
- 24,9 km au Sud-Ouest du centre-ville de Rouyn-Noranda ;
- 18,8 km au Sud du lac Duparquet ;
- 43,4 km au Sud de la confluence de la rivière Duparquet et du lac Abitibi[1].

Le lac Arnoux se déverse par le Sud-Ouest dans la baie Arnoux sur la rive Est du lac Dasserat. Ce lac se déverse à son tour par rive Nord dans la rivière Kanasuta laquelle coule vers le Nord jusqu’à la rive Sud du lac Duparquet. De là, le courant coule vers le Nord par la rivière Duparquet, un affluent du lac Abitibi. Ce dernier chevauche la frontière entre le Québec et l’Ontario ; il se déverse dans la rivière Abitibi qui coule dans le Nord-Est ontarien jusqu’à la rivière Moose (Ontario) ; cette dernière coule vers le Nord jusqu'à la rive Sud de la Baie James.

## Toponymie
Le terme « Arnoux » constitue un patronyme de famille d'origine française.
Le toponyme « lac Arnoux » a été officialisé le 5 décembre 1968 par la Commission de toponymie du Québec lors de sa création.